# Jiří Vančura (lední hokejista)
Jiří Vančura (* 7. října 1957 Gottwaldov) je bývalý český hokejový útočník.

## Hokejová kariéra
V československé lize hrál za TJ Gottwaldov. Odehrál 2 ligové sezóny, nastoupil ve 38 ligových utkáních, dal 1 gól a měl 2 asistence. V nižších soutěžích hrál i za Baník ČSA Karviná a během povinné vojenské služby za Duklu Jihlava „B“.

## Klubové statistiky
| 1977/1978 | TJ Gottwaldov     | 2. liga | -  | -  | -  | -  | - |
| 1978/1979 | TJ Gottwaldov     | 1. liga | 26 | 1  | 2  | 3  | - |
| 1979/1980 | Dukla Jihlava „B“ | 2. liga | -  | 2  | -  | -  | - |
| 1981/1982 | TJ Gottwaldov     | 1. liga | 12 | 0  | 0  | 0  | 0 |
| 1983/1984 | Baník ČSA Karviná | 2. liga | -  | 16 | -  | -  | - |
| 1984/1985 | Baník ČSA Karviná | 2. liga | 38 | 18 | 17 | 35 | - |
| 1985/1986 | Baník ČSA Karviná | 2. liga | -  | 5  | -  | -  | - |